# Божко, Владимир Карпович
Влади́мир Ка́рпович Божко́ (р. 16 мая 1949, Алма-Ата, Казахская ССР) — министр по чрезвычайным ситуациям Республики Казахстан с 2007 по 2014 года, генерал-лейтенант Комитета национальной безопасности Республики Казахстан, кандидат юридических наук, доцент.

## Биография
Родился 16 мая 1949 года в Алматы. По национальности русский.
Окончил общеоразовательную школу  номер 11 
г.Алматы
В 1971 году окончил Казахский политехнический институт им. В. И. Ленина.
С 1971 по 1973 годы — служба в рядах Советской Армии.
С 1973 по 1975 год работал слесарем-сантехником, затем инженером и, наконец, старшим мастером Алма-Атинского электротехнического завода.
В 1976 году оканчивает Высшие курсы КГБ СССР в городе Минске.
С 1976 по 1989 годы на следственной работе: оперуполномоченный, старший оперуполномоченный, начальник отделения второго управления, инспектор Инспекции КГБ Казахской ССР, начальник третьего управления КГБ Казахской ССР.
С 1989 по 1991 — заместитель начальника УКГБ по Целиноградской области.
С 1991 по 1993 — начальник УКНБ по Кокчетавской области
С 1993 по 1994 — начальник УКНБ по Восточно-Казахстанской области
В 1994—1997 годах — начальник главного управления экономической безопасности КНБ Республики Казахстан.
С 1997 по 1998 — первый заместитель начальника второго департамента КНБ РК, а с 1998 по 1999 — начальник второго департамента.
С 1999 по 2001 год занимает пост вице-президента фирмы «Jetson Trading LTD» и директора её представительства в Республике Казахстан.
С декабря 2001 года — первый заместитель Председателя Комитета национальной безопасности Республики Казахстан.
с 4 сентября 2007 года — заместитель Председателя Комитета национальной безопасности Республики Казахстан.
13 ноября 2007 года Указом Главы государства назначен министром по чрезвычайным ситуациям Республики Казахстан.
6 августа 2014 года — освобожден от занимаемой должности министра по чрезвычайным ситуациям Республики Казахстан.
C 6 августа 2014 года по 25 марта 2016 года — заместитель Министра внутренних дел Республики Казахстан.
На Парламентских выборах в 2016 году избран мажилисменом Республики Казахстан. Занял пост заместителя председателя Палаты Депутатов.

## Общественная деятельность
Является президентом общественного объединения «Спортивная федерация пожарных и спасателей» Республики Казахстан.
С 22 сентября 2016 г. Председатель Объединений юридических лиц «Ассоциация русских, славянских и казачьих организаций Казахстана»

## Высказывания
В 2019 году сделал резонансное выказывание, что в стране «в 17 раз увеличилась социальная поддержка населения за три года. Только за это надо встать на колени и поблагодарить государство. Когда человек ничего не делает, потом выскакивает "дайте ему всё", должно быть общественное мнение, которое будет ставить в стойло такого человека». После этого в казахстанском обществе начались призывы к отставке депутата Божко. Позже депутат сообщил, что таким образом высказывался против «иждивенчества».
В первые месяцы российского вторжения на Украину Владимир Божко в социальной сети «Facebook» сделал репост сообщения, который начинается со слов «Нацистам из Казахстана — приготовиться!». В сообщении приводилась цитата генпрокурора России Игоря Краснова, будто в Казахстане некие украинские организации проводят антироссийскую риторику. Позже пост исчез, а Божко отказался комментировать произошедшее.

## Награды
- Орден «Данк» (Славы) 1 степени (2 декабря 2021 года);[11]
- Орден «Барыс» I степени (2010)[12]
- Орден Айбын II степени (2003)[13]
- Медаль Астана
- Медаль «10 лет независимости Республики Казахстан»
- Медаль «10-летие Конституции Республики Казахстан»
- Медаль «10 лет Парламенту Республики Казахстан»
- Медаль «10 лет Астане»
- Медаль «В ознаменование 100-летия железной дороги Казахстана»
- Нагрудный знак «Почётный сотрудник КНБ РК»
- Медаль «За вклад в обеспечение национальной безопасности»
- Медаль «Ветеран КНБ РК»
- Медаль «За безупречную службу в Вооружённых сила Республики Казахстан» 3 степени
- Медаль «60 лет Вооружённых Сил СССР»
- Медаль «70 лет Вооружённых Сил СССР»
- Медаль «За безупречную службу» 2 и 3 степени
- Медаль «За боевое содружество» (ФСБ)
- Медаль «За боевое содружество» (ФСО)
- Нагрудный знак «15 лет полиции Республики Казахстан»
- Орден «За заслуги перед Православной Церковью Казахстана» (2021, Казахстанский митрополичий округ)[14];
- Орден «Содружество» (29 ноября 2018 года, Межпарламентская ассамблея СНГ) — за активное участие в деятельности Межпарламентской Ассамблеи и её органов, вклад в укрепление дружбы между народами государств — участников Содружества Независимых Государств[15];
- Медаль «МПА СНГ. 25 лет» (27 марта 2017 года, Межпарламентская ассамблея СНГ) — за заслуги в деле развития и укрепления парламентаризма, за вклад в развитие и совершенствование правовых основ функционирования Содружества Независимых Государств, укрепление международных связей и межпарламентского сотрудничества[16];
- и др.